# Seznam zemětřesení v Evropě 2018
Toto je seznam zemětřesení v Evropě v roce 2018. Zahrnuta jsou zde pouze zemětřesení o magnitudě 4 a výše. Pokud mají slabší zemětřesení za následek ztráty na životech nebo mají lokální význam, tak zde mohou být taktéž zařazena. Informace o zemětřeseních jsou brány z Evropsko-středozemního seismologického centra a United States Geological Survey.

## Podle zemí

### Řecko
| Datum        | Epicentrum           | Síla      | Oběti, zranění | Škody                                              |
| ------------ | -------------------- | --------- | -------------- | -------------------------------------------------- |
| 1. ledna     | Střední Makedonie    | 4,4       |                |                                                    |
| 2. ledna     | Střední Makedonie    | 5,0 – 5,1 |                |                                                    |
| 2. ledna     | Střední Makedonie    | 4,1 – 4,3 |                |                                                    |
| 3. ledna     | Kréta                | 4,1 – 4,2 |                |                                                    |
| 4. ledna     | Kefalonia            | 3,7 – 4,1 |                |                                                    |
| 7. ledna     | Kréta                | 4,3       |                |                                                    |
| 7. ledna     | Jónské moře          | 4,3       |                |                                                    |
| 13. ledna    | Chania, Kréta        | 4,6       |                |                                                    |
| 15. ledna    | Peloponés            | 3,6 – 4,4 |                |                                                    |
| 15. ledna    | Marathón, Attika     | 4,3       |                |                                                    |
| 23. ledna    | Chania, Kréta        | 4,6       |                |                                                    |
| 26. ledna    | Chania, Kréta        | 4,1       |                |                                                    |
| 28. ledna    | Attika               | 4,5       |                |                                                    |
| 5. února     | Střední Makedonie    | 4,5       |                |                                                    |
| 21. února    | Jónské ostrovy       | 5,0       |                |                                                    |
| 25. února    | Chios, Severní Egeis | 4,5       |                |                                                    |
| 5. března    | západně od Kréty     | 4,3 – 4,5 |                |                                                    |
| 8. března    | Kréta                | 4,5       |                |                                                    |
| 2. května    | západně od Kréty     | 4,5       |                |                                                    |
| 13. července | Kréta                | 4,7       |                |                                                    |
| 26. července | Samos                | 4,4       |                |                                                    |
| 25. října    | Jónské moře          | 6,8       | 3 zranění      | poškozený klášter z 15. stol. na ostrově Zakynthos |

### Černá Hora
| Datum     | Epicentrum | Síla      | Oběti, zranění |
| --------- | ---------- | --------- | -------------- |
| 4. ledna  | Plav       | 4,9 – 5,0 |                |
| 11. února | Plav       | 4,4       |                |

### Maďarsko
| Datum     | Epicentrum           | Síla | Oběti, zranění |
| --------- | -------------------- | ---- | -------------- |
| 14. ledna | Madaras, Bács-Kiskun | 4,0  |                |

### Portugalsko
| Datum     | Epicentrum      | Síla      | Oběti, zranění |
| --------- | --------------- | --------- | -------------- |
| 15. ledna | Évora, Alentejo | 4,1 – 4,6 |                |

### Slovinsko
| Datum     | Epicentrum            | Síla | Oběti, zranění |
| --------- | --------------------- | ---- | -------------- |
| 17. ledna | Bovec, Gorický region | 3,8  |                |

### Rakousko
| Datum     | Epicentrum   | Síla      | Oběti, zranění |
| --------- | ------------ | --------- | -------------- |
| 17. ledna | Vorarlbersko | 4,0 – 4,2 |                |

### Island
| Datum      | Epicentrum          | Síla      | Oběti, zranění |
| ---------- | ------------------- | --------- | -------------- |
| 28. ledna  | Siglufjörður        | 4,3       |                |
| 30. ledna  | Höfn                | 4,6 – 5,0 |                |
| 19. února  | Húsavík             | 5,0       |                |
| 19. února  | Húsavík             | 4,5       |                |
| 15. březen | Siglufjörður        | 4,8       |                |
| 17. května | ledovec Vatnajökull | 4,3       |                |

### Rusko
| Datum     | Epicentrum        | Síla | Oběti, zranění |
| --------- | ----------------- | ---- | -------------- |
| 31. ledna | Krasnodarský kraj | 4,2  |                |
| 20. února | Krasnodarský kraj | 4,0  |                |

### Chorvatsko
| Datum    | Epicentrum                     | Síla      | Oběti, zranění |
| -------- | ------------------------------ | --------- | -------------- |
| 3. února | Brela, Splitsko-dalmatská župa | 4,4 – 4,5 |                |

### Francie
| Datum     | Epicentrum               | Síla      | Oběti, zranění |
| --------- | ------------------------ | --------- | -------------- |
| 12. února | Vendée, Pays de la Loire | 4,2 – 4,7 |                |

### Španělsko
| Datum      | Epicentrum        | Síla | Oběti, zranění |
| ---------- | ----------------- | ---- | -------------- |
| 14. února  | Provincie Huesca  | 4,0  |                |
| 24. března | Provincie Jaén    | 4,0  |                |
| 17. června | Provincie Granada | 4,1  |                |

### Itálie
| Datum        | Epicentrum             | Síla      | Oběti, zranění | Škody                           |
| ------------ | ---------------------- | --------- | -------------- | ------------------------------- |
| 18. února    | Kampánie               | 4,3       |                |                                 |
| 5. února     | Provincie Forlì-Cesena | 4,0 – 4,4 |                |                                 |
| 7. března    | Tyrhénské moře         | 4,3 – 4,4 |                |                                 |
| 23. března   | Apulie                 | 4,1       |                |                                 |
| 10. dubna    | Marche                 | 4,7       |                |                                 |
| 14. července | Kalábrie               | 4,5       |                |                                 |
| 26. prosince | východ Sicílie         | 5,0 – 5,1 | 28 zraněných   | poškození silnic a stovek budov |

### Velká Británie
| Datum     | Epicentrum               | Síla      | Oběti, zranění |
| --------- | ------------------------ | --------- | -------------- |
| 17. ledna | Swansea, Wales           | 4,2 – 4,4 |                |
| 9. června | East Riding of Yorkshire | 4,0       |                |

### Bulharsko
| Datum     | Epicentrum        | Síla | Oběti, zranění |
| --------- | ----------------- | ---- | -------------- |
| 21. února | Plovdivská oblast | 4,3  |                |

### Rumunsko
| Datum      | Epicentrum | Síla | Oběti, zranění |
| ---------- | ---------- | ---- | -------------- |
| 14. března | Vrancea    | 4,5  |                |

### Polsko
| Datum        | Epicentrum              | Síla | Oběti, zranění              |
| ------------ | ----------------------- | ---- | --------------------------- |
| 14. dubna    | Dolnoslezské vojvodství | 4,1  |                             |
| 5. května    | Okres Rybnik            | 4,1  | 4 mrtví a 2 zranění horníci |
| 5. května    | Dolnoslezské vojvodství | 4,0  |                             |
| 3. července  | Dolnoslezské vojvodství | 4,3  |                             |
| 20. července | Dolnoslezské vojvodství | 4,5  |                             |

### Albánie
| Datum        | Epicentrum   | Síla | Oběti, zranění |
| ------------ | ------------ | ---- | -------------- |
| 15. května   | jih Albánie  | 4,1  |                |
| 19. května   | Gjirokastër  | 4,6  |                |
| 17. července | Okres Kavajë | 4,6  |                |

### Česko
| Datum      | Epicentrum             | Síla | Oběti, zranění |
| ---------- | ---------------------- | ---- | -------------- |
| 21. května | Luby, Karlovarský kraj | 4,1  |                |